# Ulica Feliksa Bocheńskiego w Katowicach
Ulica Feliksa Bocheńskiego w Katowicach – ulica w Katowicach, położona w północno-zachodniej części miasta, łącząca Drogową Trasę Średnicową z autostradą A4. Jej długość wynosi 2 km. 

## Przebieg
Ulica posiada przebieg południkowy. Rozpoczyna swój bieg od skrzyżowania ulicą Gliwicką, z którą krzyżuje się prostopadle i ul. Bracką, która jest jej przedłużeniem na wprost, obok placu ks. J. Londzina. Jednocześnie stanowi ona część węzła Drogowej Trasy Średnicowej. Następnie biegnie pod liniami kolejowymi nr 137 i 713, krzyżuje się z ulicą J. Pukowca, biegnąc dalej na wysokości targowiska miejskiego. Kończy swój bieg za węzłem drogowym autostrady A4 (część węzła Katowice Mikołowska), na skrzyżowaniu z ulicą Załęska Hałda.
Ulica biegnie w granicach trzech katowickich dzielnic. Od północy są to kolejno: Załęże, Osiedle Witosa i Załęska Hałda-Brynów.

## Charakterystyka

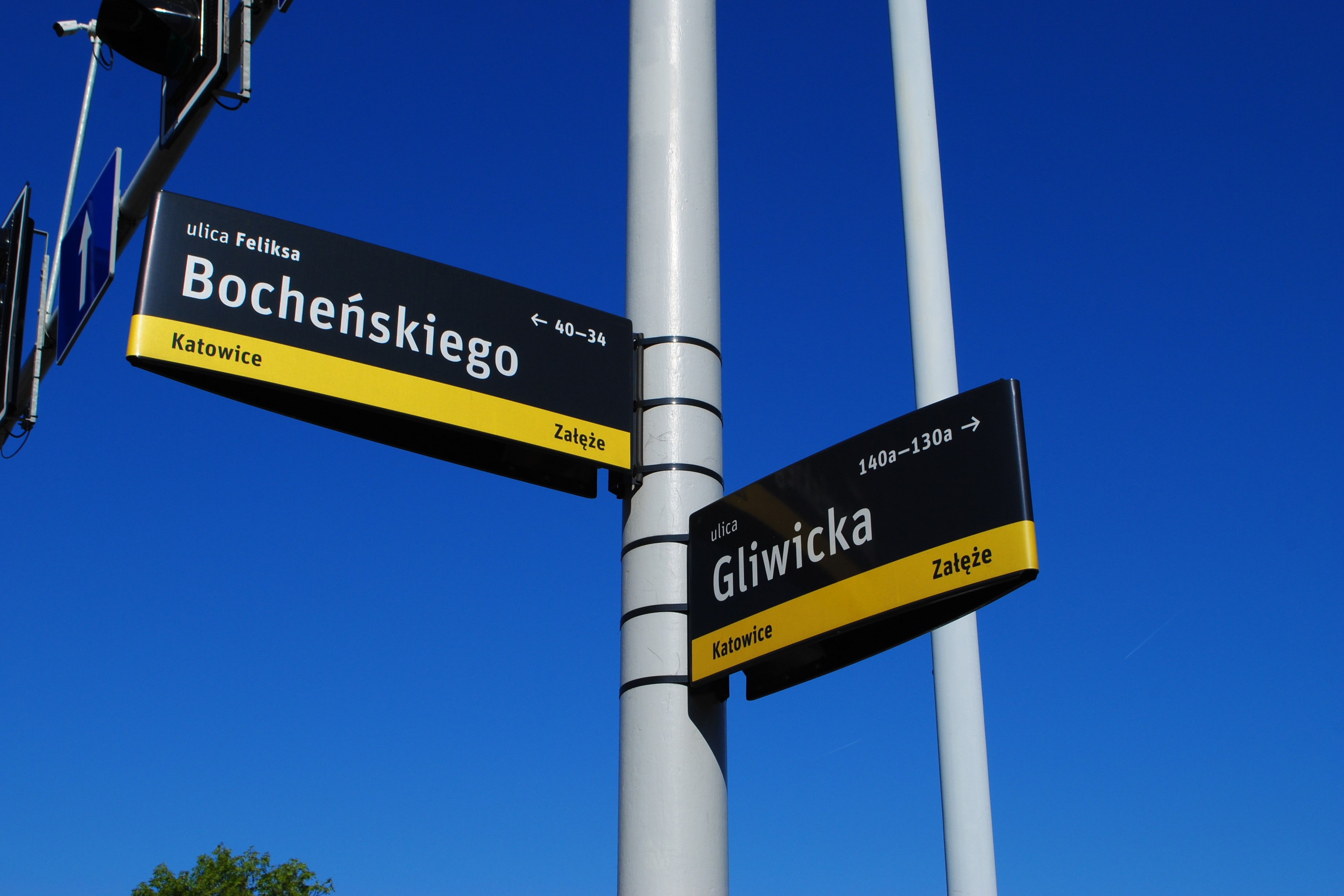
Tabliczka katowickiego SIP-u z nazwą ulicy F. Bocheńskiego (2024)

Ulica F. Bocheńskiego to droga powiatowa nr 6408S o klasie drogi zbiorczej i długości 2 000 m. W systemie TERYT ulica widnieje pod numerem 01507, a kody pocztowe dla adresów wzdłuż niej to 40-816, 40-847 i 40-859. Jest ona w administracji Miejskiego Zarządu Ulic i Mostów w Katowicach.
Jest ona częścią ciągu katowickich ulic Bytkowska – Agnieszki – Bukowa – Złota – Bracka – F. Bocheńskiego, który pełni funkcję ulicy głównej. Jest także drogą o podwyższonej liczbie wypadków i kolizji drogowych.
Ulicą kursują autobusy miejskiego transportu zbiorowego na zlecenie Zarządu Transportu Metropolitalnego (ZTM) na całej swojej długości. Według stanu z początku 2024 roku znajdują się tutaj dwa przystanki: Załęże Bocheńskiego i Załęska Hałda Kościół. Przy ulicy w pobliżu skrzyżowania z ulicą J. Pukowca położony jest kolejowy przystanek osobowy Katowice Załęże.
Wzdłuż ulicy F. Bocheńskiego na odcinku pomiędzy ulicami Gliwicką a J. Pukowca ciągnie się ciąg pieszo-rowerowy, znajdujący się w zachodniej części pasa drogowego.
Wzdłuż ulicy na długości sąsiedniej ulicy Pokoju znajduje się fragment zespołu osiedla familoków kopalni „Kleofas”. Po drogiej stornie ulicy, przy skrzyżowaniu z ulicą Gliwicką, znajduje się skwer, a za nim pawilon przychodni oraz plac ks. J. Londzina. Obszar ulicy pomiędzy torami kolejowymi a autostradą A4 zajęty jest w głównej mierze przez obiekty związane z handlem hurtowym i targowiskiem, a także logistką i nieuciążliwą produkcji, ze znacznym udziałem terenów nieużytkowanych. Po wschodniej stronie ulicy F. Bocheńskiego, w sąsiedztwie autostrady A4 znajduje się ROD „Dobra Nadzieja”, natomiast po drugiej stronie ulicy ROD „Baildon”.
Patronem ulicy jest Feliks Bocheński – prezes Sądu Apelacyjnego w Katowicach i Towarzystwa Przyjaciół Teatru Polskiego w Katowicach.

## Historia

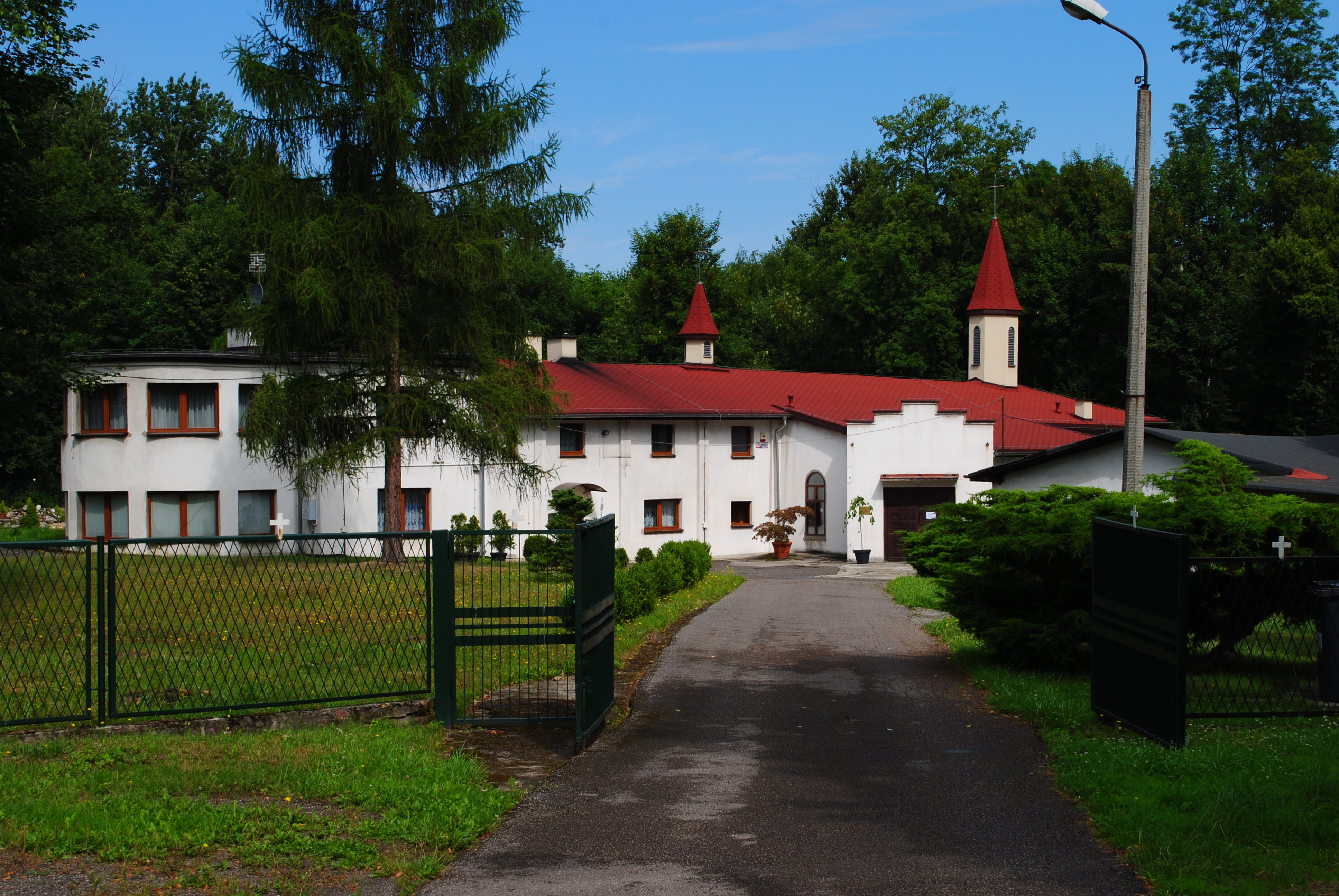
Kościół parafialny parafii śś. Cyryla i Metodego w Załęskiej Hałdzie (2024)

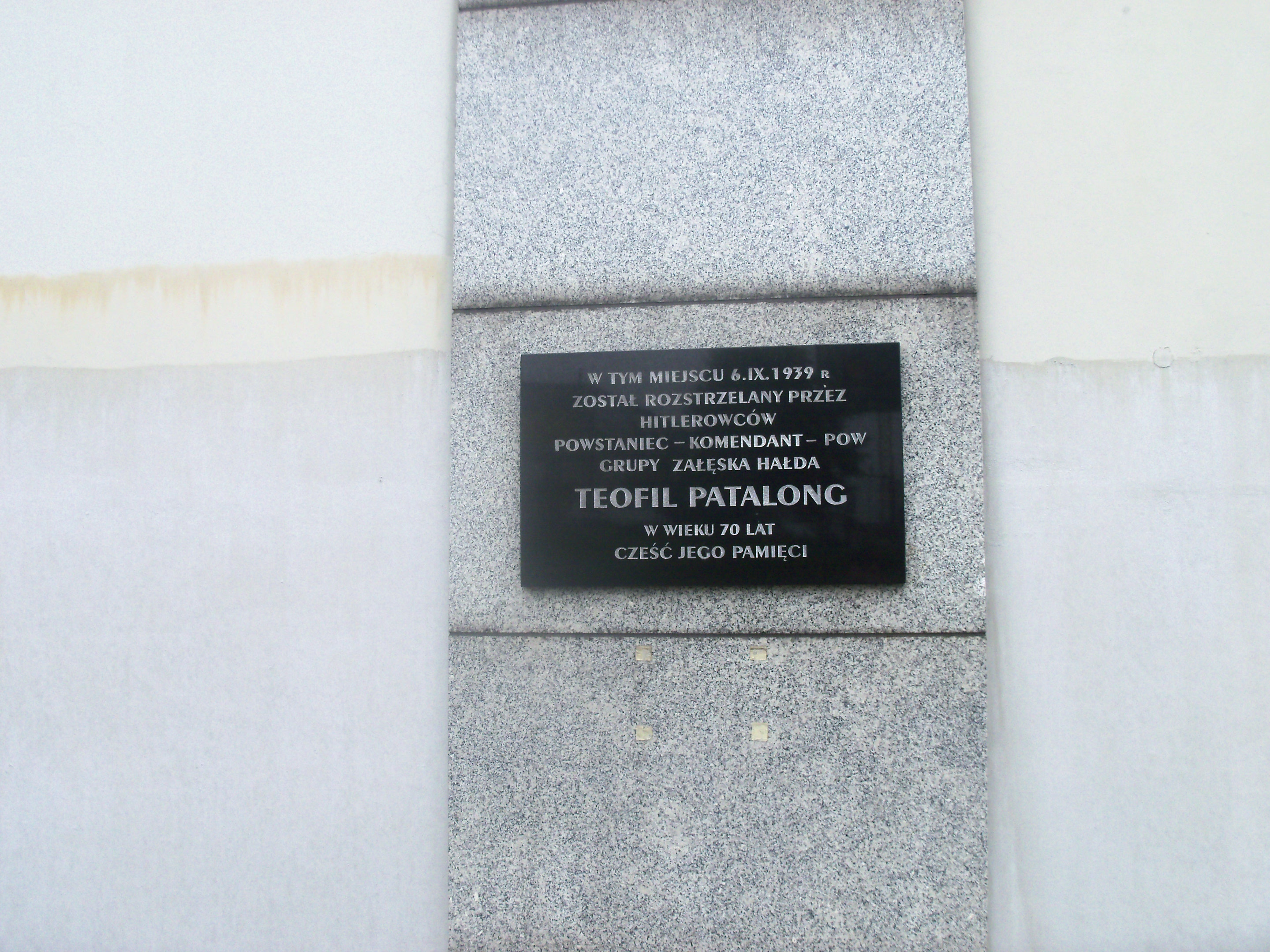
Płyta upamiętniająca zastrzelonego przez Niemców Teofila Patalonga

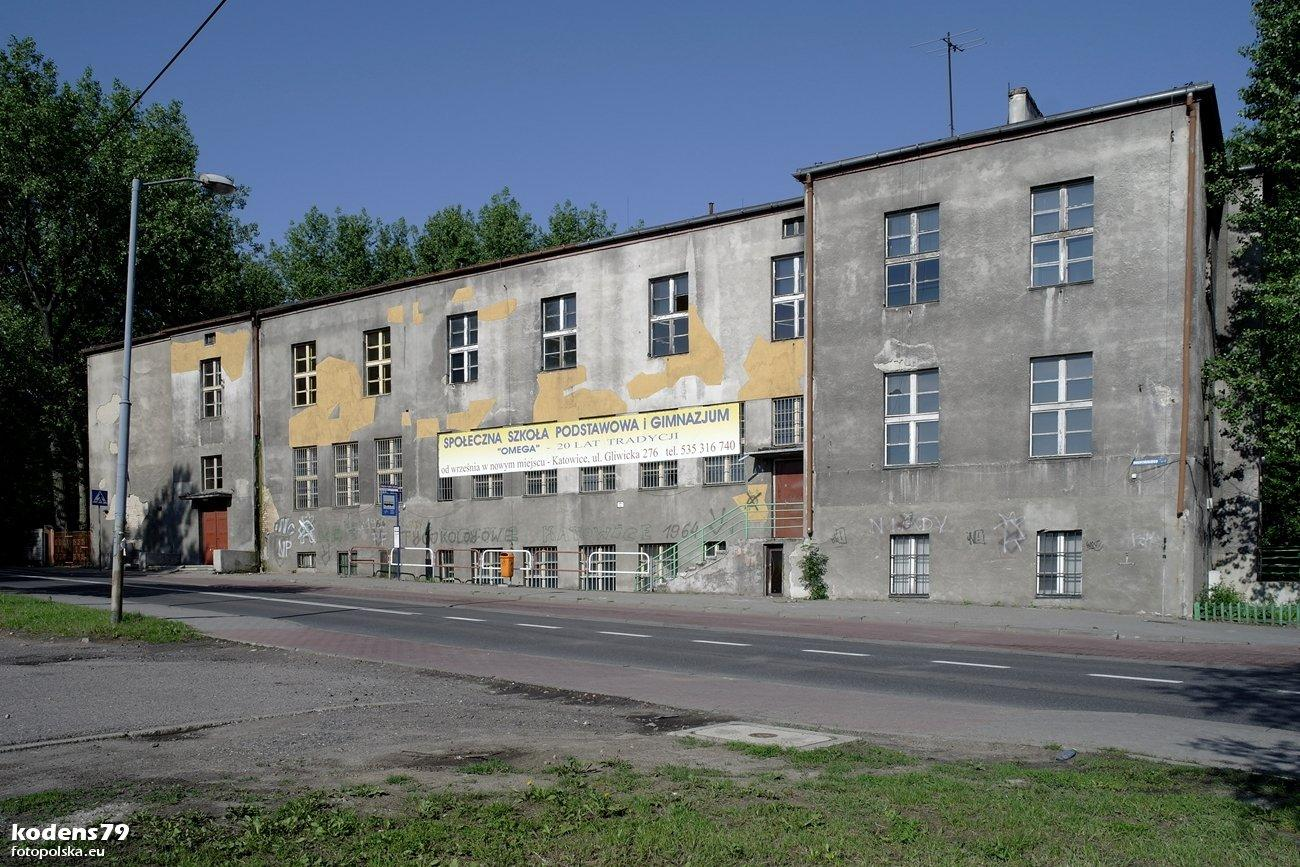
Budynek Szkoły Podstawowej nr 25, wyburzony w 2012 roku

Ulica F. Bocheńskiego była pierwotnie drogą, która łączyła Załęże w kierunku południowym z jej przysiółkiem – Załęską Hałdą. Centrum osady założonej w XVIII wieku znajdował się w rejonie późniejszych ulic F. Bocheńskiego, Załęska Hałda i Chodnikowej. W tamtym rejonie w latach 1840–1877 funkcjonowała huta cynku „Viktor”.
W 1840 roku została założona kopalnia węgla kamiennego „Cleophas” (późniejszy „Kleofas”), którego współwłaścicielami byli Karol Godula i Loebel Freund. Jej zabudowa powstała po zachodniej stronie późniejszej ulicy F. Bocheńskiego, na wysokości szybu „Wschodniego II”. W 1862 roku została ona zamknięta, a nieczynny zakład wykupiła w 1880 roku spółka Georg von Giesches Erben. Nową głębinową kopalnię „Cleophas” wybudowano na Obrokach, w pobliżu torów kolejowych. W latach 1890–1891 przy współczesnej ulicy F. Bocheńskiego został wzniesiony szyb „Schwarzenfeld” (późniejszy „Wschodni I”), który istniał do lat 50. XX wieku.
W związku z rozwojem kopalni zakładu i wzrostem zatrudnienia, na przełomie XIX i XX wieku wzniesiono osiedle robotnicze, które powstało pomiędzy ulicami F. Bocheńskiego a Wiśniową, z czego na tych dwóch ulicach powstały pierwsze jednopiętrowe familoki osiedla. Najwięcej budynków powstało w latach 90. XIX wieku i na początku XX wieku. 
W 1900 roku ulicy nadano nazwę Bernhardistrasse, a rok później Bismarckstrasse. W latach 20. XX wieku droga często zmieniała nazwy. Od 1920 roku nosiła ona nazwę ulica Bismarcka, od 1923 roku ulica Mikołaja Kopernika, od 1925 roku ulica Józefa Piłsudskiego, natomiast od 1928 roku ulica Feliksa Bocheńskiego.  
W dwudziestoleciu międzywojennym pod numerem 90 funkcjonowało przedszkole i koedukacyjna Szkoła Powszechna nr 25 im. ks. K. Damrota. W latach 20. X wieku powstał szyb „Schwarzenfeld II” (późniejszy „Wschodni II”), natomiast w latach 30. XX wieku, w okresie unieruchomienia kopalni „Kleofas”, rozpoczęto nielegalną eksploatację węgla kamiennego z biedaszybów, która znajdowały się w rejonie ulic Kochłowickiej i F. Bocheńskiego. 
Po zajęciu Katowic przez Niemców na początku II wojny światowej, 6 września 1939 roku żołnierze niemieccy wyprowadzili z domu Teofila Patalonga, po czym ulicą F. Bocheńskiego doprowadzili go do pobliskich dołów i go rozstrzelali. W latach 1939–1945 droga nosiła nazwę Danzigerstrasse, po czym przywrócono jej poprzednią nazwę – ulica Feliksa Bocheńskiego.  
W 1945 roku ks. bp Stanisław Adamski poświęcił kościół pw. śś. Cyryla i Metodego przy ulicy F. Bocheńskiego 147. W rejonie ulicy F. Bocheńskiego do 1949 roku istniał obóz pracy, w którym mieszkali więźniowie przymuszani do pracy w kopalni „Kleofas”. W kolejnych latach istniał tam hotel robotniczy. W latach 80. XX wieku po zachodniej stronie ulicy powstały hale magazynowe Katowickiej Giełdy Towarowej. 
W latach 2000–2002 trwała przebudowa całej ulicy F. Bocheńskiego. W ramach tych prac wyburzono zachodni ciąg familoków kolonii kopalni „Kleofas”, przebudowano rejon szybu „Wschodniego II”, a także wymieniono sieć wodno-kanalizacyjną. Powstały także nowe wiadukty, drogowe i kolejowe na wysokości ulicy J. Pukowca. Sama natomiast ulica z jednojezdniowej drogi przebudowano na trasę dwujezdniową z czterema pasami ruchu. Koszt przebudowy wyniósł 77 mln złotych, z czego 60% kwoty wyłożył Europejski Bank Inwestycyjny.
Rada Miasta Katowice uchwałą nr XVI/304/11 z 30 listopada 2011 roku nadała ulicy łączącej ulicy M. Rataja z ulicą F. Bocheńskiego nazwę ulica Tadeusza Michejdy; uchwała weszła w życie 3 lutego 2012 roku. 
W 2012 roku wyburzono budynek Szkoły Podstawowej nr 25. Położony był on obok kościoła pw. śś. Cyryla i Metodego. W latach 2021–2025 w rejonie ulicy F. Bocheńskiego na wysokości skrzyżowania z ulicą Upadową został wzniesiony Stadion Miejski w Katowicach.

## Obiekty zabytkowe i miejsca pamięci
Obiekty zabytkowe i historyczne:

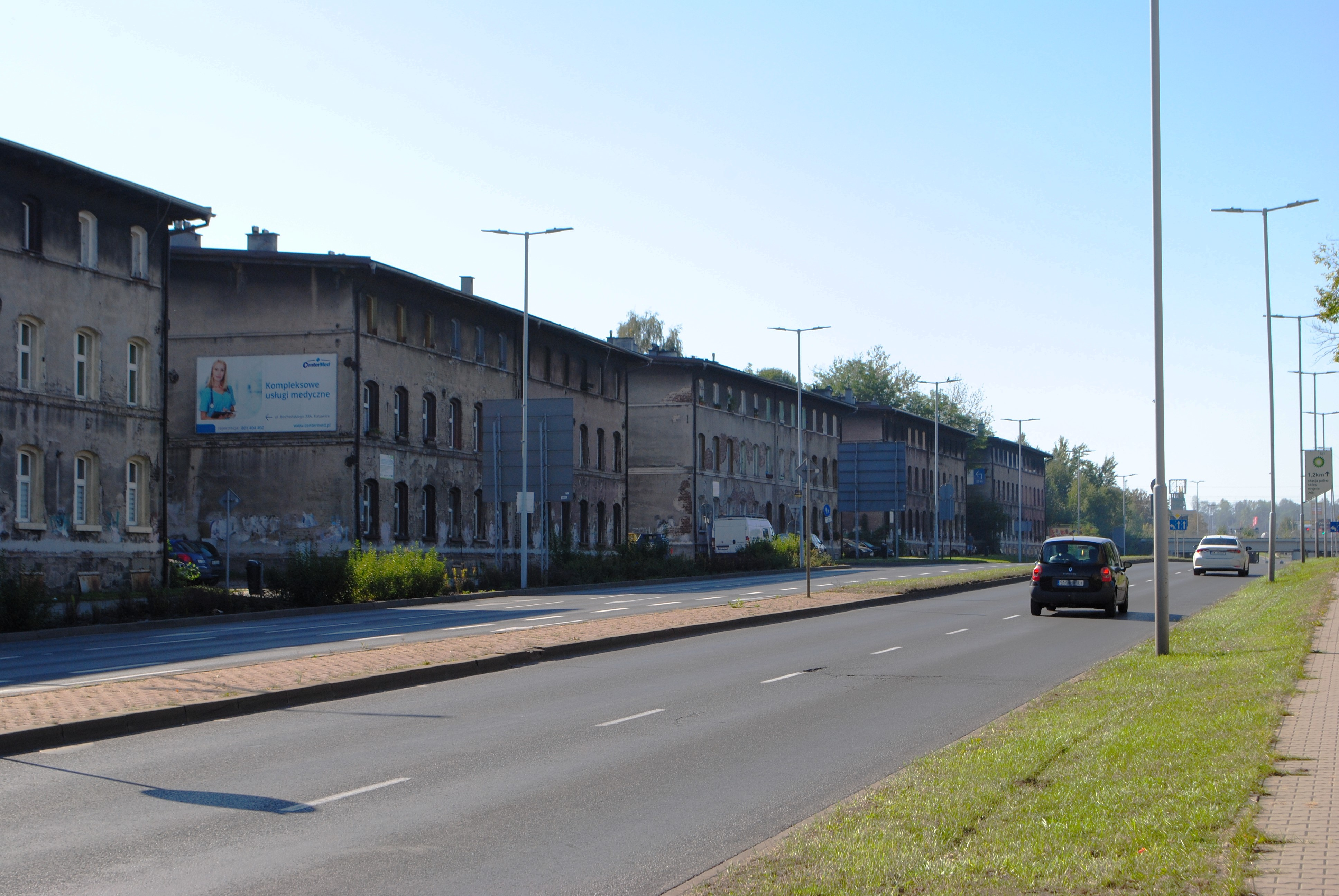
Familoki kopalni „Kleofas” położone przy ulicy F. Bocheńskiego (2024)

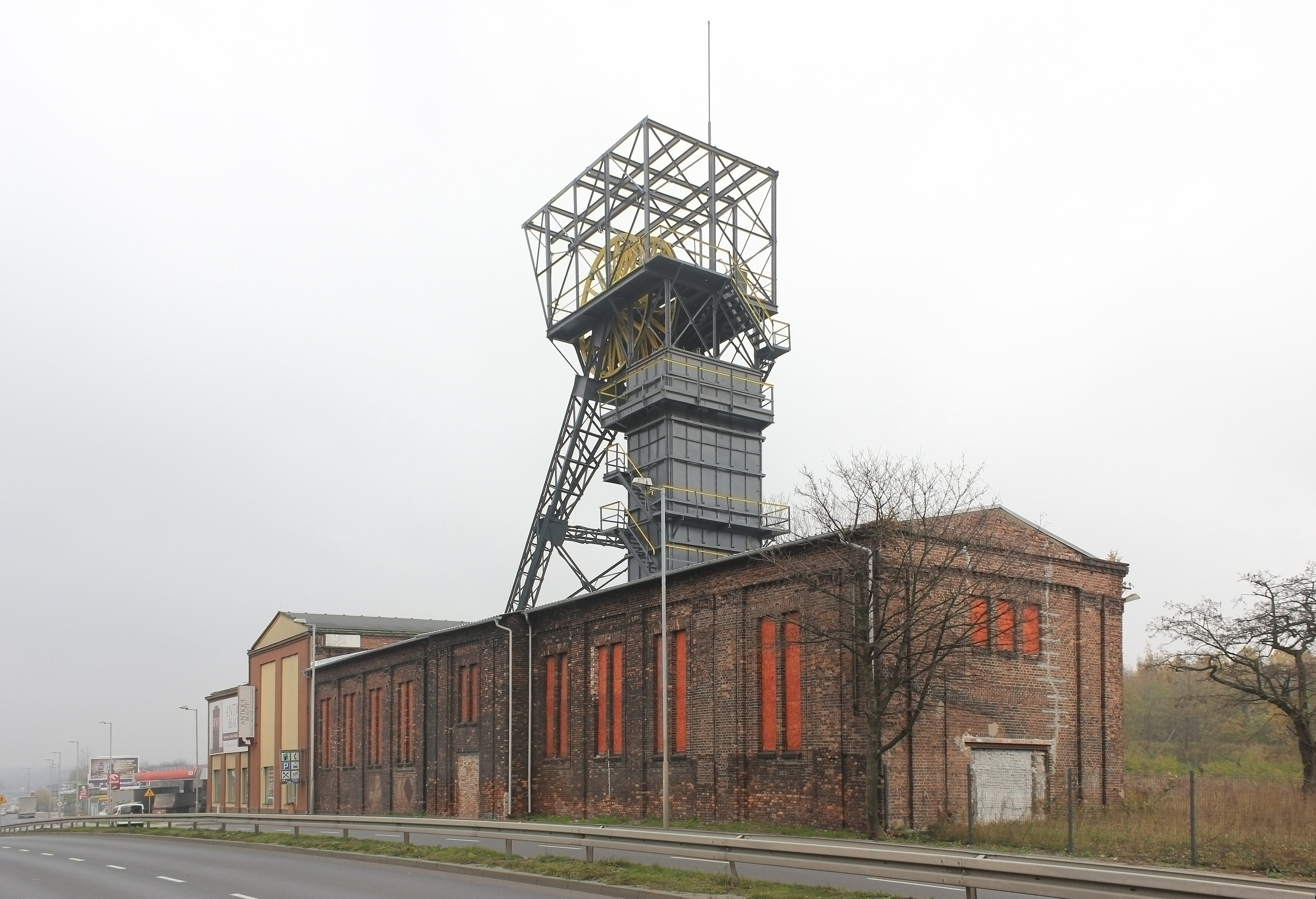
Zabudowa szybu „Wschodniego II” nieistniejącej kopalni „Kleofas” (2017)

- Zespół familoków kopalni „Kleofas” (ul. F. Bocheńskiego 34/36, 38/40, 42/44, 46/48 i 50/52) – z końca XIX wieku w stylu historyzmu; są to obiekty murowane z cegły i tynkowane, z podmurówką kamienną, dwukondygnacyjne z poddaszem i zwieńczone dachem dwuspadowym; posiadają skromne gzymsy oraz schody zewnętrzne[41],
- Zespół zabudowy szybu „Wschodniego II” kopalni „Kleofas” (ul. F. Bocheńskiego) – wzniesiony około 1913 roku (później przebudowane) w stylu historyzmu ceglanego, objęty ochroną konserwatorską[42]; wieża wyciągowa szybu „Wschodniego II” została wpisana do rejestru zabytków nieruchomych 23 października 2010 roku (nr rej.: A/321/10)[43].

Obiekty nieistniejące:
- Zespół wolnostojących familoków kopalni „Kleofas” (ul. F. Bocheńskiego 35/37, 39/41, 43/45, 47/49 i 51/53) – z końca XIX wieku w stylu historyzmu ceglanego prostego; były to obiekty murowane z cegły, dwukondygnacyjne z poddaszem, zwieńczone dachem dwuspadowym; posiadały skromne gzymsy kordonowe i schody zewnętrzne[44].

Miejsca pamięci:
- Tablica pamiątkowa (przy wiadukcie drogowym ul. J. Pukowca) poświęcona Teofilowi Patalongowi, działaczowi społecznemu i uczestnikowi powstań śląskich; został rozstrzelany przez Niemców 6 września 1939 roku w miejscu, gdzie ta tablica się znajduje[45],
- Tablica pamiątkowa (na skwerze A. Węglarczyka) ku czci mieszkańców Załęskiej Hałdy, poległych w walkach w latach 1939–1945[45].

## Gospodarka i instytucje
W połowie listopada 2024 orku w systemie REGON było zarejestrowanych ponad 330 działalności gospodarczych z siedzibą przy ulicy F. Bocheńskiego, w tym m.in.: parafia śś. Cyryla i Metodego w Katowicach-Załęskiej Hałdzie (ul. F. Bocheńskiego 147), Centrum Handlowe Załęże (ul. F. Bocheńskiego 69-81), Centrum Handlowe Spółdzielnia Pracy w Katowicach (ul. F. Bocheńskiego 99b), przedsiębiorstwa handlowo-usługowe, PZZ ROD „Dobra Nadzieja”, PZD ROD „Baildon”, apteka, placówki medyczne, salony samochodowe, hurtownie, obiekty gastronomiczne, kancelarie radców prawnych, i inne.